# Elgin (Dakota del Nord)
Elgin è un centro abitato (city) degli Stati Uniti d'America, situato nella Contea di Grant, nello Stato del Dakota del Nord. Nel censimento del 2000 la popolazione era di 659 abitanti. La città è stata fondata nel 1910.

## Geografia fisica
Secondo i rilevamenti dell'United States Census Bureau, la località di Elgin si estende su una superficie di 2,10 km², tutti occupati da terre.

## Popolazione
Secondo il censimento del 2000, a Elgin vivevano 659 persone, ed erano presenti 170 gruppi familiari. La densità di popolazione era di 314 ab./km². Nel territorio comunale si trovavano 379 unità edificate. Per quanto riguarda la composizione etnica degli abitanti, il 97,12% era bianco, l'1,06% era nativo e lo 0,30% proveniva dall'Asia. Lo 0,75% apparteneva ad altre razze, mentre lo 0,75% apparteneva a due o più razze. La popolazione di ogni razza ispanica corrispondeva allo 0,76% degli abitanti.
Per quanto riguarda la suddivisione della popolazione in fasce d'età, il 17,0% era al di sotto dei 18, il 3,5% fra i 18 e i 24, il 16,4% fra i 25 e i 44, il 24,6% fra i 45 e i 64, mentre infine il 38,5% era al di sopra dei 65 anni di età. L'età media della popolazione era di 56 anni. Per ogni 100 donne residenti vivevano 93,3 maschi.